# Liolaemus albiceps
Liolaemus albiceps är en ödleart som beskrevs av  Lobo och LAURENT 1995. Liolaemus albiceps ingår i släktet Liolaemus och familjen Tropiduridae. Inga underarter finns listade i Catalogue of Life.